# Projekt 18280
Das Projekt 18280 (nach dem Typschiff auch Juri-Iwanow-Klasse) ist eine Klasse von zwei SIGINT-Aufklärungsschiffen der russischen Marine, die seit 2015 in Dienst stehen.

## Allgemeines
Die Klasse wurde beim Zentralen Konstruktionsbüro „Eisberg“ (russisch ПАО ЦКБ «Айсберг» PAO ZKB „Aißberg“) entworfen. Im Jahr 2004 wurde eine Einheit, die spätere Juri Iwanow, auf der Sewernaja-Werft in Sankt Petersburg auf Kiel gelegt. Nach deren Stapellauf im September 2013 folgte eine weitere Einheit, die spätere Iwan Churs, im November des gleichen Jahres. In Dienst gestellt wurden die Schiffe in den Jahren 2015 und 2018.
Im russischen Krieg gegen die Ukraine wurde die Iwan Churs im März 2023 und erneut im März 2024 beschädigt.

## Einheiten
| Name        | Bauwerft                          | Kiellegung        | Stapellauf         | Indienststellung | Bemerkungen               |
| ----------- | --------------------------------- | ----------------- | ------------------ | ---------------- | ------------------------- |
| Juri Iwanow | Sewernaja-Werft, Sankt Petersburg | 27. Dezember 2004 | 30. September 2013 | 26. Juli 2015    | Aktiv (Nordflotte)        |
| Iwan Churs  | Sewernaja-Werft, Sankt Petersburg | 14. November 2013 | 16. Mai 2017       | 25. Juni 2018    | Aktiv (Schwarzmeerflotte) |